# シグナリング理論

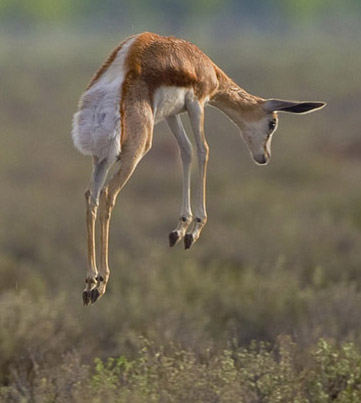
スプリングボック（Antidorcas marsupialis）は、ストッティング（プロンキングとも呼ばれる）をすることで、捕食者に対し、若くて健康であり、追いかける価値がないことを正直に知らせる。

進化生物学内において、シグナリング理論（しぐなりんぐりろん、英: Signalling theory）とは種内および種間の動物のコミュニケーションを検証する理論的研究の体系である。中心的な問題は、性淘汰のような利害の対立がある生物が、どのように誠実なシグナルを提供し、欺くことやそれを避けるかという点である。これは、多相遺伝形質の伝達が自然選択説に従い、意識的な意図を想定せずに関連コストを最小化しようとするという前提に基づいている。数理モデルはシグナリングがどのように進化的安定戦略に貢献するかを記述している。
シグナルは、メスによるパートナー選択などの文脈で与えられ、これにより生物学的広告を行うオスのシグナルは選択圧にさらされる。シグナルはそれゆえ、受信者の行動を変えて発信者に利益をもたらすことで進化する。シグナルは、受信者の適応度を有用に高める情報を伝える正直なものか、不正直なものであり得る。個体は不正直なシグナルを出すことで欺くことができ、それは一時的にその発信者に利益をもたらすかもしれないが、全集団のシグナリングシステムを損なうリスクがある。
シグナルの選択が個体や遺伝子のレベルで働くのか、群れのレベルで働くのかという問題は、リチャード・ドーキンスのような生物学者によって議論されてきた。ドーキンスは個体がシグナルを送り受信することに進化し、それには操作に抵抗することも含まれると主張した。アモツ・ザハヴィは欺きがハンディキャップ理論によって制御される可能性を示唆した。ここで、ハンデキャップ競走で最も優れた馬は最大のハンディキャップの重量を運ぶ馬である。ザハヴィの理論によれば、雄孔雀のような発信者は生産に費用のかかる「尻尾」を持っている。この系は進化的に安定しており、大きく派手な尻尾は正直なシグナルである。生物学者はハンディキャップ原理を検証しようとしてきたが、結果は一貫していない。数理生物学者のロナルド・フィッシャーは、各遺伝子の2つのコピーを持つこと（倍数性）が正直なシグナリングに貢献することを分析し、性淘汰においてランナウェイ説が発生する可能性があることを実証した。進化的均衡はコストと利益のバランスに敏感に依存する。
同じメカニズムが人間においても予測できる。研究者は若い男性によるリスクテイキング、大型獲物の狩猟、費用のかかる宗教的儀式などの行動を研究し、これらが費用のかかる正直なシグナルとして資格を持つことを発見した。

## 性淘汰
動物が交配相手を選ぶとき、シグナリングなどの形質は進化的圧力を受ける。例えば、雄のハイイロアマガエル、「ハイラ・ヴェルシカラー」はメスを引き付けるために鳴き声を出す。メスが一度交配相手を選ぶと、これは特定のスタイルの雄の鳴き声を選択し、それによって特定のシグナリング能力を広げる。シグナルは鳴き声そのもの、鳴き声の強さ、その変化スタイル、繰り返し率などであり得る。メスがある鳴き声を他の鳴き声よりも選択する理由については、様々な仮説が説明を試みている。感覚的搾取仮説は、メス受信者の既存の好みが雄発信者のシグナル革新の進化を促進することを提案しており、隠れた好み仮説と同様である。隠れた好み仮説では、成功する鳴き声はメスの「隠れた好み」により適合できるとされる。発信者は時に複数の性的装飾を進化させ、受信者は時に複数の形質への好みを進化させる。

## 正直なシグナル

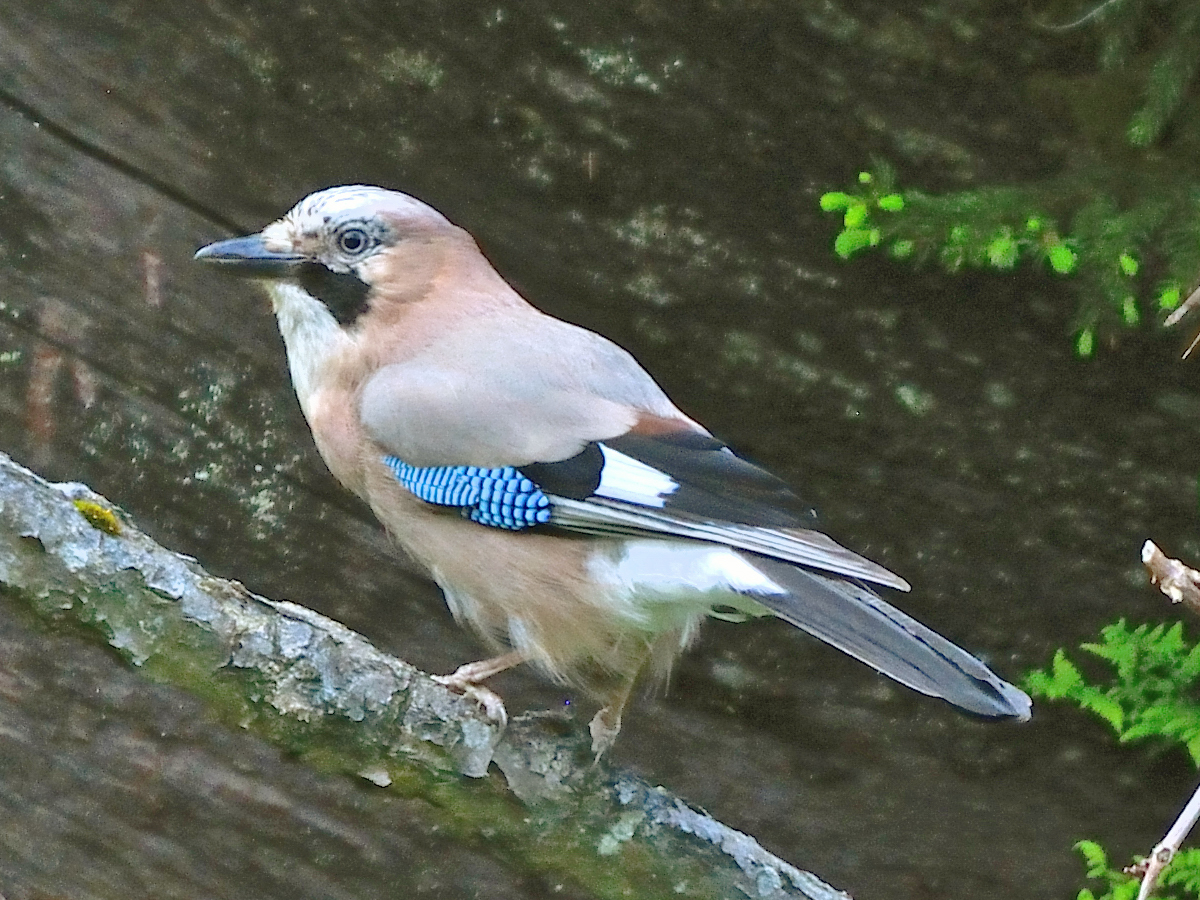
ユーラシアカケス、カケスは、捕食者を見ると木の上から大きな警戒音で正直なシグナルを送る。

生物学では、シグナルは構造や行動を含む形質であり、それが受信者の行動を変え、発信者に利益をもたらすことから特に進化してきたものである。受信者のみに利益をもたらす形質や行動は「手がかり」と呼ばれる。例えば、警戒した鳥が忍び寄る捕食者に意図的に警告音を発し、捕食者が狩りを断念する場合、その音は「シグナル」である。しかし、餌を探す鳥が無意識に葉の中で音を立て、捕食者を引き寄せ、捕食のリスクを高める場合、その音はシグナルではなく手がかりである。
シグナリングシステムは発信者と受信者の相互利益によって形成される。カケスのような警戒した鳥が忍び寄る捕食者に警告を発することは、捕食者に有用な情報を伝えている。それは捕食者が獲物に発見されたという事実であり、警戒された獲物を追い続けても時間の無駄であり、捕まえる可能性は低い。捕食者が諦めると、発信者は餌を食べるなど他の作業に戻ることができる。忍び寄る捕食者が発見されると、シグナルを送る獲物と受信する捕食者は狩りを終わらせることにおいて相互利益を持つ。
種内では、相互利益は血縁関係と共に増加する。血縁関係は、例えば巣の雛鳥が親に餌を求めて競争するような、親戚間のシグナリングモデルにおいて中心的である。

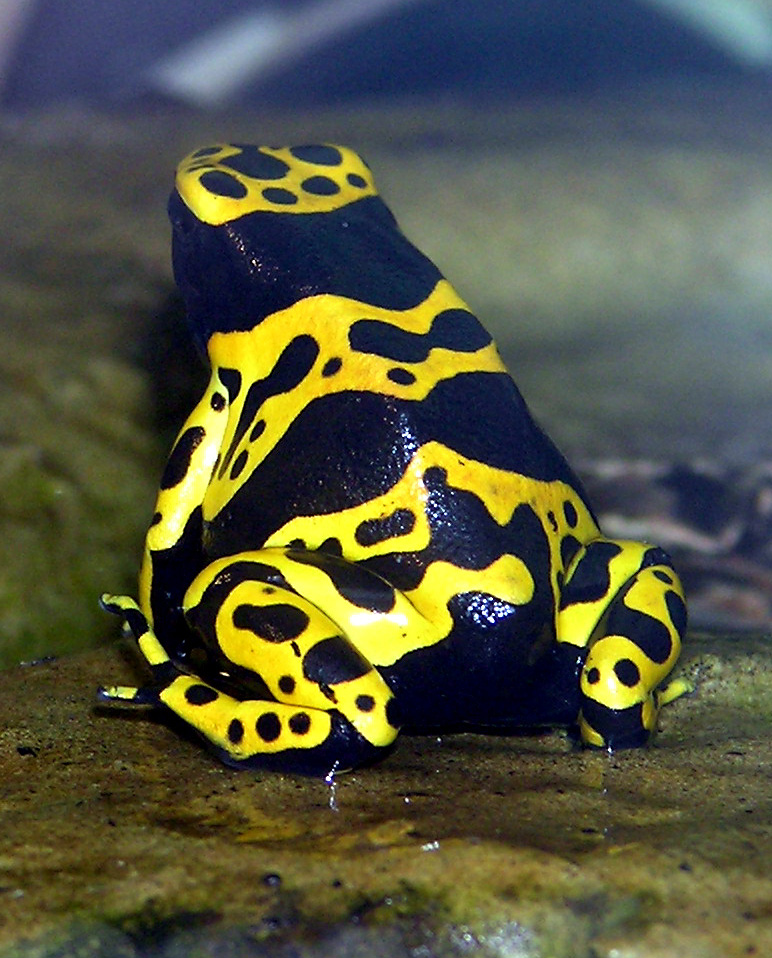
キオビヤドクガエル、「デンドロバテス・レウコメラス」は、捕食者に警告するために毒性の正直なシグナルを送り、カエルの怪我のリスクを減らす。

動物のコミュニケーションにおける「正直さ」という用語は論争の的となっている。なぜなら非技術的な使用では、人間の相互作用において欺瞞と正直さを区別するために意図を含意するからである。しかし、生物学者は「正直なシグナル」という言葉を直接的で統計的な意味で使用する。警告の鳴き声や派手な尾羽根のような生物学的シグナルは、受信者に有用な情報を確実に伝えるなら正直である。つまり、シグナル特性は受信者に対して他の方法では観察できない要因について伝える。正直な生物学的シグナルは、不確実性をゼロに減らすためには完全に情報を提供する必要はない。その必要性は「平均して」正しければよく、シグナルに対する何らかの行動反応が、シグナルがない場合の行動と比較して統計的に有利であることだけである。最終的に、シグナルされた情報の価値は、受信者がその適応度を高めることができる程度に依存する。
正直なシグナルの一つのタイプは、性的に繁殖する動物における質のシグナリングである。性的に繁殖する動物では、一般的に一方の性が「選択する性」（しばしばメス）であり、もう一方が「広告する性」（しばしばオス）である。選択する性は最高の（遺伝的）質のパートナーを選ぶことで最高の適応度を達成する。この質は直接観察できないため、広告する性はその質を示すシグナルを進化させることができる。これらのシグナルの例には孔雀の尾やトゲウオの雄の色彩がある。このようなシグナルは、シグナルが正直である場合にのみ機能する、つまり信頼できる。広告する性の質とシグナルの関連性は環境ストレスに依存する場合があり、より困難な環境では正直さが増加する。
正直なシグナルのもう一つのタイプは警告色の警告シグナルであり、一般的に視覚的で、カリバチ、ヤドクガエル科、フグ科のような有毒または危険な動物によって与えられる。警告シグナルは有毒な獲物の正直な表示である。なぜなら目立つことと有毒性は一緒に進化するからである（目立つが有毒でない生物は食べられる）。したがって、生物が明るく目立つほど、通常はより毒性が高い。最も一般的で効果的な色は赤、黄、黒、白である。
数理生物学者のジョン・メイナード＝スミスは、正直なシグナリングが常に費用がかかるかどうかを論じている。彼は「ある状況では」シグナルが費用がかかる場合にのみ信頼できることが示されていると記している。彼は報酬やシグナリングコストなどのパラメータが一定であると想定されていたが、これは非現実的かもしれないと述べている。彼はいくつかの制約の下で、シグナルは費用がかからず、信頼でき、進化的に安定しうると述べている。しかし、コストと利益が「範囲全体にわたって均一に変化する」場合、正直なシグナルは費用がかかる必要がある。

## 不正なシグナル

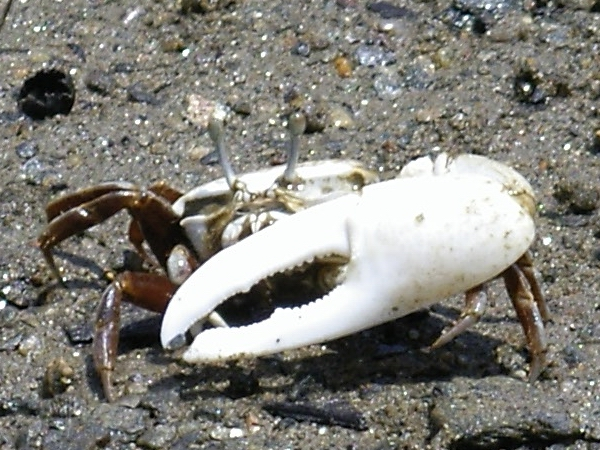
オスのシオマネキ、オキプディデ科の、拡大された戦闘用のハサミでシグナルを送るが、弱く再生したハサミは不正なシグナルかもしれない。

ほとんどの動物のシグナリングシステムには相互利益と対立する利益の両方があるため、シグナリング理論における中心的な問題は不正直さまたは欺きである。例えば、鳥が警告音を出しながら餌を探すとより安全となるような状況において、捕食者が近くにいる可能性を考え、不正直な鳥はランダムに偽の警報を出すかもしれない。しかし、あまりにも多くの欺きはシグナリングシステムの崩壊を引き起こす可能性がある。すべての不正なシグナルはシグナリングシステムの整合性を弱め、集団の適応度を低下させる。不正なシグナリングの例はシオマネキから来ている。例えばアウストゥルカ・ムヨーベルギは（意識的な意図を含意せずに）闘争能力について虚勢を張ることが示されている。ハサミが失われると、カニは時に弱いハサミを再生するが、それでも小さいが強いハサミを持つカニを威嚇する。不正なシグナルの割合は、カニが戦闘を通じてすべてのシグナルの正直さをテストするのが価値がないほど低い。
リチャード・ドーキンスとジョン・クレブスは1978年に、同種の個体がお互いを欺こうとするかのように行動するかどうかを考察した。彼らは動物の威嚇行動に進化に関する「遺伝子中心の進化観」の見方を適用し、不正なシグナルを出すことが彼らの遺伝子の利益になるかどうかを調べた。彼らはニコ・ティンバーゲンやデズモンド・モリスのような以前の動物行動学者を批判した。これらの動物行動学者はそのような行動が「種の利益のため」であると示唆していた。ドーキンスとクレブスは、そのようなコミュニケーションは、発信者が受信者をよりよく操作することに進化し、受信者は操作に対してより抵抗力を持つように進化する、進化的軍拡競走として見るべきだと主張した。消耗戦のゲーム理論的モデルも同様に、威嚇行動は意図に関する信頼できる情報を伝えるべきではないことを示唆している。
欺瞞的シグナルは種内および種間の両方で使用できる。種間欺瞞の最もよく知られた例は擬態である。これは一つの種の個体が別の種の個体の外観や行動を模倣する場合である。ベイツ型、ミュラー型、宿主擬態、「攻撃的」擬態など様々な擬態タイプが存在する。非常に頻繁なタイプはアリ擬態である。種内の欺瞞は（競争中の）虚勢または性的擬態であり得る。後者はオスまたはメスが反対の性のパターンや行動を模倣する場合である。有名な例はブルーギルサンフィッシュである。ここでは模倣オスが縄張りオスの守られた巣に忍び込んで卵の一部を受精させるために、メスのように見え、行動する。

## ハンディキャップ理論

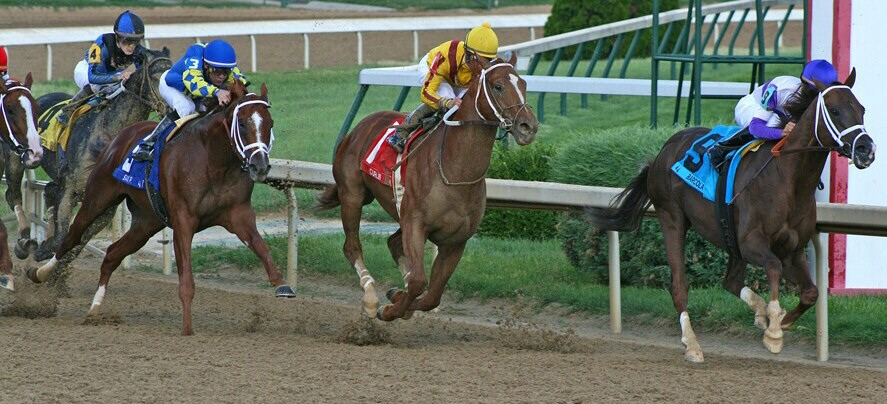
ハンデキャップ競走で最も優れた馬は最大の重りを運ぶので、ハンディキャップの大きさは動物の質の尺度である。

1975年、アモツ・ザハヴィはスポーツのハンデキャップシステムとの類似性に基づいて、シグナルコストがどのように欺きを制約し、観察可能なシグナルと観察不可能な質の間の「正直な」相関関係を安定させる可能性があるかの言語モデルを提案した。彼はこのアイデアをハンディキャップ理論と呼んだ。スポーツハンディキャップシステムの目的は、パフォーマンスの格差を減らし、競争をより競争的にすることである。ハンデキャップ競走では、本質的に速い馬はサドルの下に重いウェイトを課される。同様に、アマチュアゴルフでは、より優れたゴルファーは生スコアからより少ないストロークを差し引かれる。これにより、ハンディキャップとハンディキャップなしのパフォーマンス、課されたハンディキャップと対応する馬のハンディキャップ付きパフォーマンスの間に相関関係が生まれる。もしハンディキャップがうまく機能するなら。2頭のレース馬または2人のアマチュアゴルファーについて、彼らのハンディキャップ以外に何も知らなければ、観察者は誰が勝つ可能性が高いかを推測できる：より大きな重量ハンディキャップを持つ馬、そしてより小さなストロークハンディキャップを持つゴルファーである。類推によれば、孔雀の「尾」（大きな尾側羽羽毛）がハンディキャップシステムとして機能する場合、メス孔雀が2羽のオス孔雀について彼らの尾の大きさ以外に何も知らなければ、彼女は尾がより大きいオス孔雀はより大きな観察不可能な本質的質を持っていると「推測」できる。ディスプレイコストには、ライバルによるテストや罰則という形での外部的社会的コスト、および内部的生産コストが含まれる。教科書に示されるもう一つの例は絶滅したアイリッシュエルク、ギガンテウスオオツノジカである。オスのアイリッシュエルクの巨大な枝角は、ハンディキャップを克服する能力の表示として進化した可能性がある。しかし、生物学者はハンディキャップが遺伝する場合、その遺伝子が選択されることはないと指摘する。

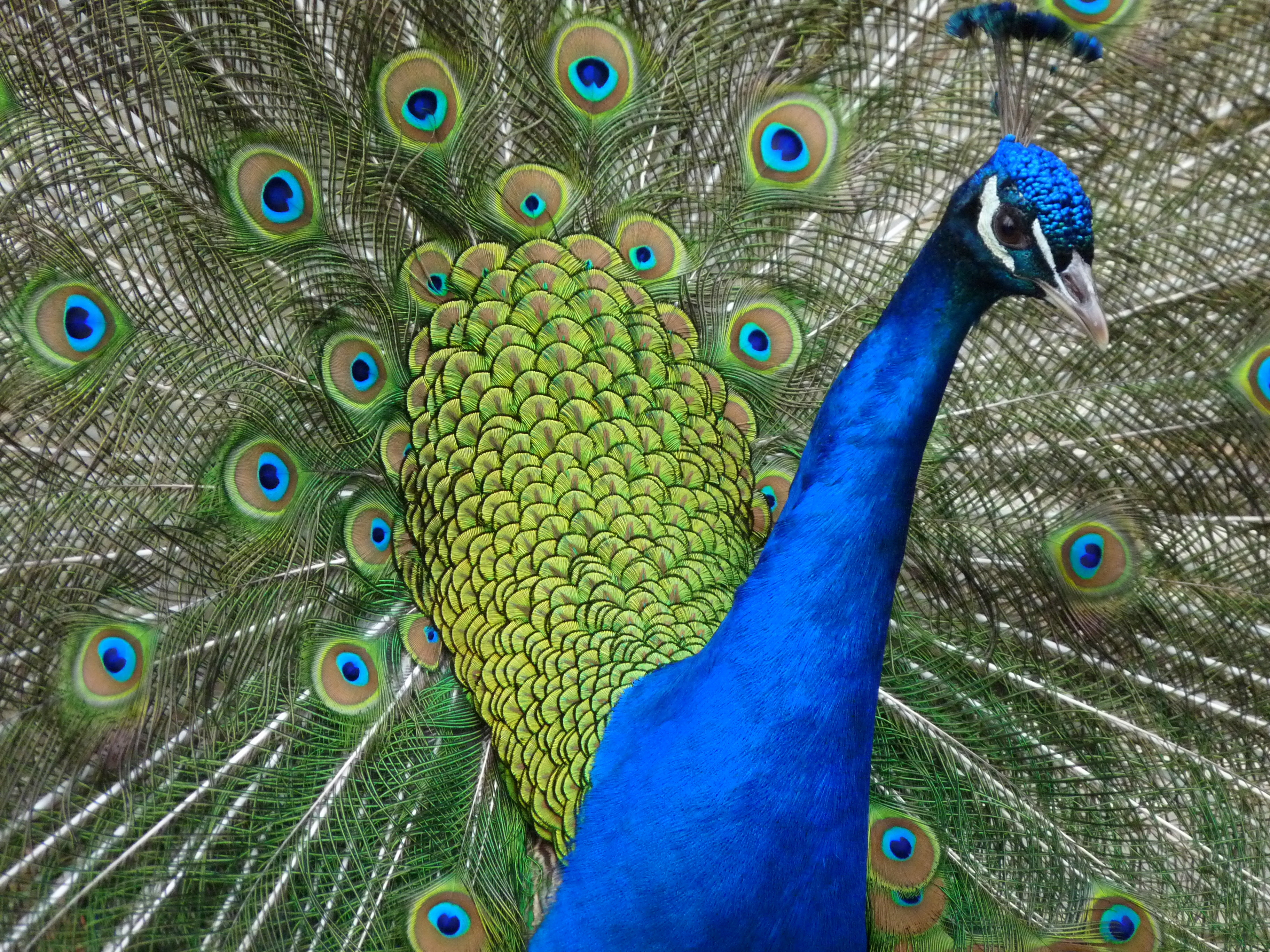
クジャクは大きな色鮮やかな尾で生殖適性をシグナルし、これはハンディキャップ理論のハンディキャップである可能性がある。

ここでの本質的なアイデアは直感的であり、おそらく伝承の知恵として認められる。これはカート・ヴォネガットが1961年の短編小説ハリソン・バージェロンで明確に表現した。ヴォネガットの未来的ディストピアでは、ハンディキャッパー総監はパフォーマンスの不平等を減らすためにさまざまなハンディキャップメカニズムを使用する。バレエの観客はコメントする：「彼女が最も強く優雅なダンサーであることは明らかだった。彼女のハンディキャップバッグは体重200ポンドの男性が着用するものと同じくらい大きかったからだ。」ザハヴィはこの類推を解釈して、より質の高いオス孔雀がより大きな尾を持つことで、より多くの資源を「浪費」する能力をシグナリングしていると考えた。これはソースティン・ヴェブレンの見せびらかしの消費と贅沢なステータスシンボルが富をシグナリングできるという考えと共鳴する。

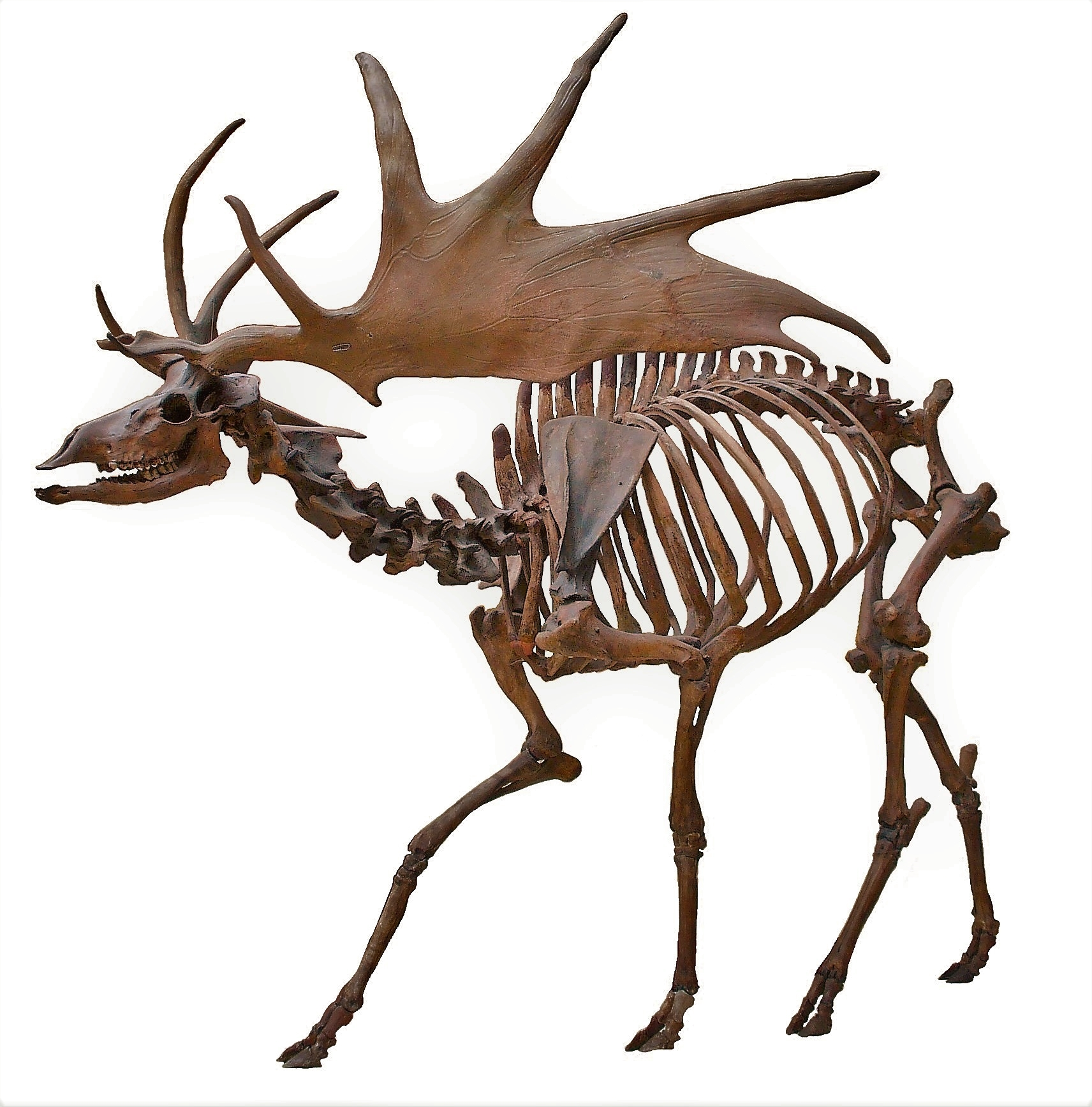
絶滅したアイリッシュエルク、ギガンテウスオオツノジカの巨大な枝角は、ハンディキャップを克服する能力の表示として進化した可能性がある。

ザハヴィの結論は隠喩の彼の言語的解釈に基づいており、当初ハンディキャップ原理は進化生物学者によって良く受け入れられなかった。しかし、1984年にヌルとハッソンは生活史理論を使用して、生存-繁殖のトレードオフという形でのシグナリングコストの違いが、ザハヴィが想像したようにシグナリングシステムを安定させる可能性があることを示した。遺伝的モデルもこれが可能であることを示唆した。1990年、アラン・グラフェンは、より高い質の発信者がシグナルに対してより低い限界生存コストを支払う場合、ハンディキャップのようなシグナリングシステムが進化的に安定することを示した。
1982年、ウィリアム・ドナルド・ハミルトンは特定だが広く適用可能なハンディキャップメカニズム、寄生虫が媒介する性淘汰を提案した。彼は宿主と寄生虫の間の終わりのない共進化レースにおいて、性選択されたシグナルが健康を示すと主張した。このアイデアは1994年にツバメで検証された。ツバメはオスが長い尾流線型を持つ種である。モラーは、より長い尾を持つオスとその子孫は、より少ない血を吸うダニを持っていたが、養子に出された若鳥はそうではなかったことを発見した。したがって、その効果は遺伝的であり、ハミルトンの理論を確認した。
もう一つの例はロザノの仮説で、カロテノイドは免疫系とシグナリングにおいて相互に両立しない二重の役割を持つというものである。動物はカロテノイドを自前で合成できないため、これらは食物から得なければならない。この仮説は、カロテノイドに依存する性的シグナルを持つ動物は、免疫系を犠牲にしてカロテノイドを性的シグナルに「浪費」する能力を示していると述べている。
ハンディキャップ原理は実証的に検証することが難しいことが証明されている。これは部分的にザハヴィの隠喩とグラフェンの限界適合度モデルの一貫性のない解釈のため、また部分的に矛盾する実証結果のためである：いくつかの研究では、より大きなシグナルを持つ個体はより高いコストを支払っているように見え、他の研究ではより低いコストを支払っているように見える。一貫性のない実証結果に対する可能な説明はゲティの一連の論文で与えられている。ゲティはグラフェンのハンディキャップ原理の証明が、発信者がコストと利益を加算的な方法でトレードオフするという重要な簡略化の仮定に基づいていることを示している。これは人間が同じ通貨で収入を増やすためにお金を投資する方法と同じである。しかし、コストと利益が加算的な方法でトレードオフするという仮定は、対数スケールでのみ当てはまる。性的に選択されたシグナルの進化を媒介すると考えられている生存コスト-繁殖利益のトレードオフについてはそうである。適応度は子孫を生産することに依存し、これはシグナルへの投資を考慮した生存確率と、生き残っていれば繁殖成功の乗法関数である。
後のモデルは、ハンディキャップ原理の人気はグラフェン自身によるグラフェンのモデルの重大な誤解に依存していることを示している。彼の主張と反対に、彼のモデルはハンディキャップシグナリングのモデルではない。グラフェンの主要な方程式は限界コストと微分限界コストの必要性を示しているが、論文のどこにも彼は浪費的な均衡コスト（ハンディキャップとしても知られる）の必要性を示すことができなかった。グラフェンのモデルは、繁殖と生存の間の伝統的な生活史トレードオフに基づいた条件依存シグナリングのモデルである。一般に、後のモデルは正直なシグナリングの主要条件はそのような条件依存トレードオフの存在であり、シグナルのコストは均衡点で正直な個体にとって何でもよく、ゼロや負の値さえあり得ることを示している。理由は欺瞞が正直な個人が支払うコストではなく、欺くことの潜在的コストによって防止されるからである。この欺くことの潜在的コスト（限界コスト）は潜在的な欺き手にとっての潜在的な（限界）利益より大きくなければならない。これは正直な孔雀や鹿が浪費的である必要がないことを意味し、効率的になる。潜在的な欺き手がより効率的でない必要がある。シグナル選択はザハヴィが主張するような浪費に対する選択ではなく、同じメカニズム-自然選択-によって導かれる。自然の中の他のすべての形質と同様である。

## コストのかかるシグナリングとフィッシャーの二倍体ダイナミクス
観察可能なシグナルと発信者内の観察不可能な質の間の「正直な」相関関係をコストがどのように制約できるかを発見する努力は、シグナリングゲームの戦略的モデルに基づいており、多くの簡略化の仮定を含んでいる。これらのモデルは最も頻繁に二倍体動物の性的に選択されたシグナリングに適用されるが、20世紀初頭に数理生物学者のロナルド・フィッシャーが指摘した二倍体性的繁殖に関する事実をほとんど取り入れていない：メスの好き嫌いに相関する「好み遺伝子」とオスの表示形質に相関する「シグナル遺伝子」がある場合、より選り好みするメスはより派手なオスと交配する傾向がある。世代を経て、より派手な息子もより選り好みする娘と関連する遺伝子を持ち、より選り好みする娘もより派手な息子と関連する遺伝子を持つはずである。これはフィッシャーのランナウェイとして知られる進化的ダイナミクスを引き起こす可能性があり、オスはどんどん派手になる。ラッセル・ランデは量的遺伝学モデルでこれを探求し、フィッシャーの二倍体ダイナミクスがシグナリングと検索コストに敏感であることを示した。他のモデルはコストのかかるシグナリングとフィッシャーのランナウェイの両方を取り入れている。これらのモデルは、適応度が生存と繁殖の両方に依存する場合、（典型的なモデルでは）セクシーな息子と選り好みする娘を持つことは適応的であり、健康な息子と娘を持つことと同じくらい適応度を高めることを示している。

## シグナリング相互作用のモデル
おそらくシグナリング相互作用を調査するための最も人気のあるツールはゲーム理論である。典型的なモデルは発信者と受信者の間の相互作用を調査する。ゲームは対称的または非対称的であり得る。資源の非対称性や情報の非対称性など、いくつかのタイプの非対称性が存在する可能性がある。多くの非対称的ゲームでは、受信者は発信者が欲しがる資源を所有している（資源の非対称性）。発信者は異なるタイプであり得、特定の発信者のタイプは隠れていると仮定される（情報の非対称性）。非対称的ゲームは配偶者選択（性選択）または親子相互作用をモデル化するために頻繁に使用される。非対称的ゲームは捕食者-被食者、宿主-寄生者、または植物-授粉者シグナリングなどの種間相互作用もモデル化するために使用される。対称的ゲームは、食物や縄張りのために戦う動物のような、資源に対する競争をモデル化するために使用できる。

## 人間の正直なシグナル
人間の行動もコストのかかるシグナルの例を提供する可能性がある。一般に、これらのシグナルは人の表現型の質または協力的傾向に関する情報を提供する。コストのかかるシグナリングの証拠は、リスクテイキング、狩猟、宗教など人間の相互作用の多くの領域で見出されている。

### 狩猟におけるコストのかかるシグナリング

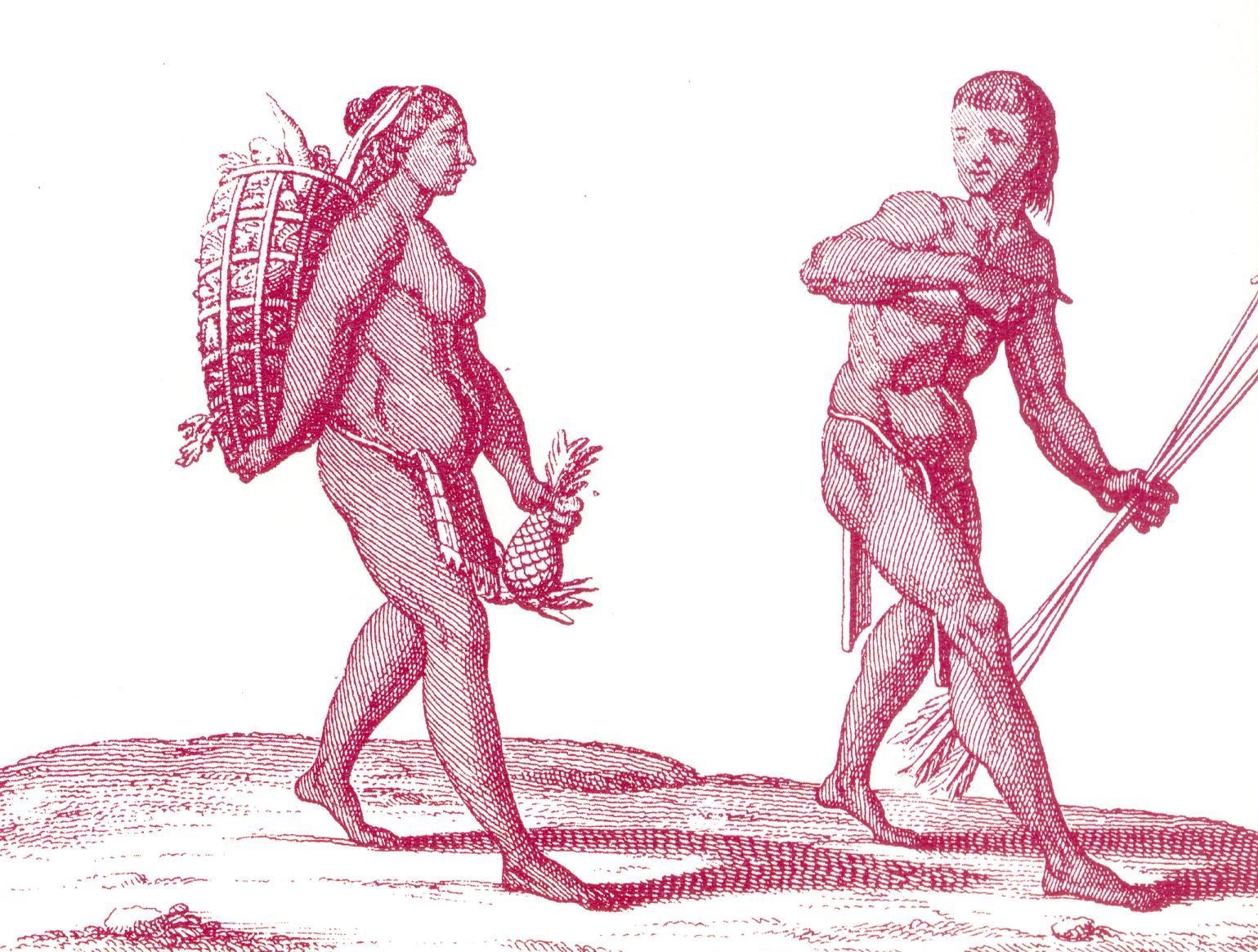
カリナ族（ガイアナ）の男性狩人と女性採集者。1743年にピエール・バレールによって描かれた。男性狩人による寛大な分配は「コストのかかるシグナル」として機能し、配偶者を獲得するのに役立つ可能性がある。

大型動物の狩猟は、身体的リスクを取る意欲を示すとともに、強さと協調性を示す男性のシグナルとして広範に研究されてきた。コストのかかるシグナリング理論は互酬的な遅延が実行可能な説明ではない状況に適用できるため、狩猟採集社会における食物共有を理解するための有用なツールである。遅延互酬仮説と特に一致しない事例は、狩人が大きな集団のすべてのメンバーに無差別に獲物を分配する場合である。これらの状況では、肉を共有する個人は彼らの寛大さが互恵的に返されるかどうかを制御できず、フリーライダーは肉を受け取る人々にとって魅力的な戦略となる。フリーライダーは、集団生活の利益を享受しながらその維持に貢献しない人々である。コストのかかるシグナリング理論は、遅延互酬仮説によって残された隙間をいくつか埋めることができる。ホークスは男性が大型獲物を狙い、公に肉を共有するのは社会的注目を引くため、または見せびらかすためであると示唆した。そのような表示とそれによる好意的な注目は、表現型の質に関する情報を提供することで、狩人の評判を向上させることができる。高品質のシグナラーは配偶者と同盟者の獲得により成功する。したがって、コストのかかるシグナリング理論は明らかに無駄で利他的な行動を説明できる
効果的であるためには、コストのかかるシグナルは特定の基準を満たす必要がある。第一に、シグナラーはシグナリング行動に対して異なるレベルのコストと利益を負担する必要がある。第二に、コストと利益はシグナラーの表現型質を反映する必要がある。第三に、シグナルによって提供される情報は聴衆に向けられ、アクセス可能である必要がある。受信者は、潜在的な配偶者、同盟者、または競争相手など、シグナラーが送信している情報から利益を得る可能性のある人なら誰でもありえる。正直さは高品質の個体だけがシグナリングの（高い）コストを支払うことができる場合に保証される。したがって、コストのかかるシグナルは低品質の個体がシグナルを偽造して受信者を欺くことを不可能にする。
ブリージ・バードらはオーストラリアのトレス海峡のメリアム族コミュニティのカメ狩りと槍漁のパターンを観察し、2001年にその結果を発表した。ここでは、一部のメリアム族男性だけがカメ狩りや槍漁に費やした時間の量に対して高カロリー利得を蓄積できた（kcal/hで測定される閾値に達する）。魚の日々の獲物は手で持ち帰られ、カメは頻繁に大きな饗宴で提供されるため、コミュニティのメンバーは誰が最も確実にカメの肉と魚をもたらしたかを知っている。したがって、カメ狩りはコストのかかるシグナルとして資格がある。さらに、カメ狩りと槍漁は実際には貝類の採集よりも生産性が低い（kcal/h）。貝類の採集の成功は検索に専念する時間の量にのみ依存するため、貝類の採集はスキルや強さの乏しいシグナルである。これは、エネルギー利得が男性がカメ狩りや槍漁に参加する主な理由ではないことを示唆している。フォローアップ研究によると、成功したメリアム族狩人はより少しスキルのある狩人よりも大きな社会的利益と繁殖成功を経験することがわかった。
タンザニアのハヅァ族も評判を得るために食物を共有している可能性がある。狩人は主に彼らの家族に供給するためや互恵的利益を得るために肉を共有することはできない。十代の少年でもまだ妻や子供がいないにもかかわらず肉を分け与えることがあり、彼らの質の高さを示すコストのかかるシグナルが可能性が高い説明である。これらの質には良い視力、協調性、強さ、知識、忍耐力、または勇気が含まれる。ハヅァ狩人は非狩人よりも高い繁殖力を持ち、勤勉な妻とより頻繁にペアになる。女性はそのような質を持つ男性と交配することで利益を得る。なぜなら彼女の子供は適応度と生存率を高める質を受け継ぐ可能性が高いからである。彼女はまた夫の高い社会的地位からも利益を得るかもしれない。したがって、狩猟は表現型質の正直でコストのかかるシグナルである。フランク・W・マーロウの『タンザニアの狩猟採集民ハヅァ』は、メーガン・ビーゼルの!クンに関する民間伝承の本『女性は肉が好き』のドキュメントに基づいて、これがハヅァ内でも真実であることを確認した。
イファリク環礁の男性の間で、コストのかかるシグナリング理論は男性が松明で魚を捕る理由も説明できる。松明漁はイファルクでの儀式化された漁法であり、男性は乾燥したココナッツの葉で作られた松明を使用して大きなイソマグロを捕獲する。松明漁の準備には多大な時間投資が必要であり、大量の組織が関わる。準備の時間とエネルギーコストにより、松明漁は漁師にとって正味のカロリー損失となる。したがって、松明漁はハンディキャップであり、男性の生産性をシグナルするものである。松明漁はイファルクで最も宣伝される漁業職業である。女性や他の人々は通常、カヌーが礁を越えて航行するのを観察するために時間を費やす。また、地元の儀式は松明漁シーズン中に成功した漁師についての情報を放送し、漁師の評判を高めるのに役立つ。いくつかの儀式的行動や食事制限は、松明漁師を他の男性と明確に区別する。まず、男性は漁期の最初の日に参加する場合にのみ松明漁をすることが許される。コミュニティはこの日に誰が参加するかをよく知らされており、松明漁師を簡単に識別できる。第二に、松明漁師はカヌーハウスですべての食事を受け取り、特定の食物を食べることを禁じられている。人々は松明漁師の質について頻繁に議論する。イファルクでは、女性は働き者のパートナーを探していると主張する。イファルクでの明確な性別分業により、勤勉さは男性に高く評価される特性である。したがって、松明漁は女性に見込みのあるパートナーの仕事倫理に関する信頼できる情報を提供し、これは正直なコストのかかるシグナルである。
多くの人間のケースでは、コストのかかるシグナリングを通じて構築された強い評判は、あまりうまくシグナルを送れない男性の社会的地位よりも男性の社会的地位を高める。北部カラハリ砂漠の採集集団の間では、伝統的な狩人は通常、年間に最大2〜3頭のアンテロープを捕獲する。特に成功した狩人について次のように言われていた：
「彼は少なくともヌーを、それよりも大きなものでなくても狩りから戻らなかったと言われていた。したがって、彼と関わる人々はたくさんの肉を食べ、彼の人気は高まった」
この狩人は肉を共有していたが、互恵性の枠組みではそうしていなかった。コストのかかるシグナリングの一般的なモデルは互恵的ではない。むしろ、共有する個体はより多くの配偶者と同盟者を獲得する。コストのかかるシグナリングは、北部カラハリの採集集団で与えることが、しばしば見返りに提供するものがほとんどない受信者に向けられる状況に適用される。若い狩人は最初の妻を得るために娘を持つコミュニティメンバーに印象づけようとする動機がある。年上の狩人は婚外関係に興味のある女性を引き付けるか、共同妻になることを望むかもしれない。これらの北部カラハリ集団では、大型動物の殺害は狩りの技術を習得し、家族を養うことができる男性を示している。多くの女性は良い狩人で、性格が良く、寛大で、有利な社会的繋がりのある男性を探す。狩猟能力は結婚の前提条件であるため、良い狩人である男性は最も早く結婚市場に参入する。コストのかかるシグナリング理論は一見無駄な採集表示を説明する。

### 身体的リスク

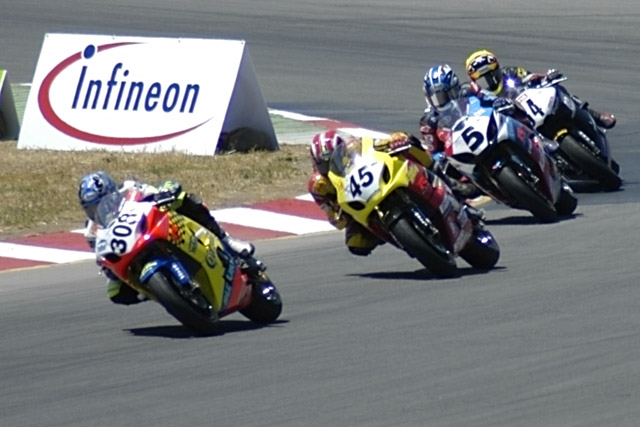
若い男性は強さとスキルをシグナルするためにオートバイレースのような危険なスポーツに参加するかもしれない。

コストのかかるシグナリングは、身体的緊張と身体的怪我または死亡のリスクを伴う状況に適用できる。身体的リスクテイキングに関する研究は重要である。なぜなら、特に若い男性が高リスク活動に参加する理由に関する情報は、予防プログラムの開発に役立つからである。無謀な運転は西洋社会の若い男性の間で致命的な問題である。身体的リスクを取る男性は、非常に危険な活動を生き抜くのに十分な強さとスキルを持っているというメッセージを送っている。このシグナルは仲間や潜在的な配偶者に向けられている。これらの仲間が犯罪者またはギャングメンバーである場合、社会学者のディエゴ・ガンベッタとジェームズ・デンズリーはリスクテイキングシグナルが集団への受け入れを迅速化するのに役立つことを発見した。
リスクテイキングの研究では、他者の利益のための身体的または英雄的リスクなど、いくつかのタイプのリスクは、薬物使用などの他のタイプのリスクよりも好意的に見られる。男性と女性は配偶者と同性の友人による英雄的リスクテイキングの異なる程度を評価した。男性は男性の友人による英雄的リスクテイキングを評価したが、女性の配偶者にはより少なくそれを好んだ。女性は男性の配偶者の英雄的リスクテイキングを評価し、女性の友人にはより少なくそれを評価した。女性は彼女たちと彼女たちの子供を身体的に守る傾向のある男性に惹かれるかもしれない。男性は男性の友人による英雄的リスクテイキングを好むかもしれない。なぜなら彼らは良い同盟者になり得るからである。
西洋社会では、自発的な献血は一般的だが、より極端でない形のリスクテイキングである。これらの寄付に関連するコストには痛みと感染のリスクが含まれる。もし献血がコストのかかるシグナルを送る機会であれば、ドナーは他者から寛大で身体的に健康と認識されるだろう。調査では、ドナーと非ドナーの両方が健康、寛大さ、およびストレスの多い状況で操作する能力を献血者に帰属させた。

### 宗教
生殖器変更、断食、蛇扱いなどのコストのかかる宗教的儀式は進化的観点から矛盾しているように見える。そのような伝統が実践される敬虔な宗教的信念は不適応に見える。宗教は集団内協力を増加させ維持するために生じた可能性がある。協力は利他的行動につながり、コストのかかるシグナリングはこれを説明できる。すべての宗教は宗教集団への忠誠を示すために、公に行われるコストがかかり複雑な儀式を含むかもしれない。このように、集団のメンバーは集団の利益への投資をシグナルすることで、集団への忠誠を高める。しかし、人間の間で集団サイズが増加するにつれて、フリーライダーの脅威が大きくなる。コストのかかるシグナリング理論はこれを説明する。これらの宗教的儀式はフリーライダーを抑止するのに十分なコストがかかると提案する。

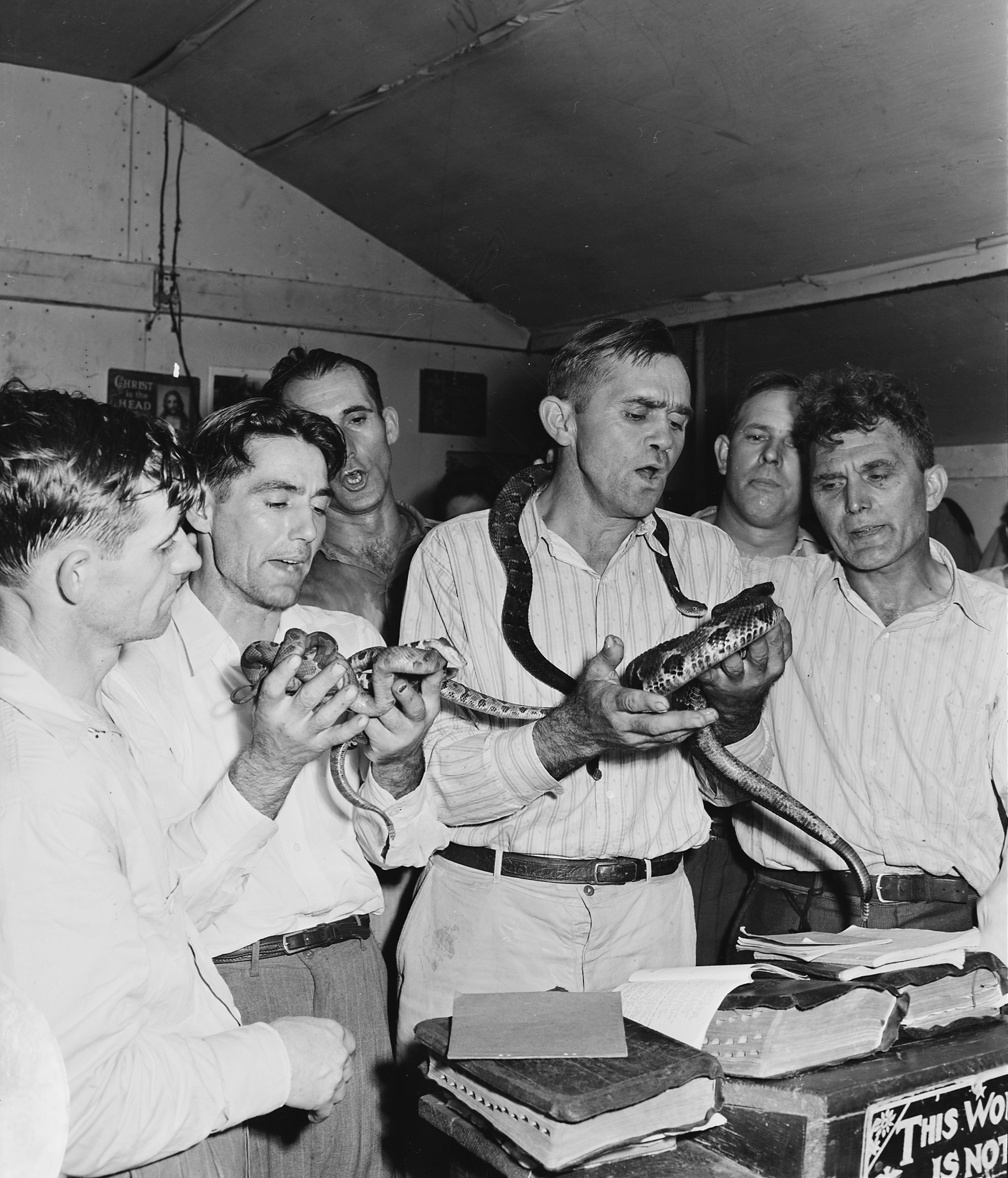
蛇扱いのような宗教的儀式はコストのかかるシグナルとして説明できるかもしれない。

アイロンズはコストのかかるシグナリング理論がコストのかかる宗教的行動を説明できると提案した。彼は偽装が難しい宗教的表示が信頼と連帯をコミュニティで高め、感情的および経済的利益を生み出すと主張した。彼は北イランのヨムトトルクメンの間の表示シグナルが交易協定を確保するのに役立ったことを示した。これらの「派手な」表示は見知らぬ人と集団メンバーにイスラムへの献身をシグナルした。ソシスは宗教的コミュニティの人々は世俗的な同胞よりも長く生きる可能性が4倍高いこと、そしてこれらのより長い寿命は宗教的コミュニティメンバーに要求されるコストのかかる要件の数と正の相関があることを示した。しかし、交絡変数が除外されていない可能性がある。ウッドは宗教がコミュニティ内での主観的な幸福感を提供し、コストのかかるシグナリングがフリーライダーから保護し、献身的なメンバー間の自制心を構築するのに役立つことを発見した。イアナコーネは宗教的コミュニティに対するコストのかかるシグナルの効果を研究した。自己報告調査では、教会の厳格さが増すにつれて、その教会への出席と貢献が比例して増加した。実際、人々はそのメンバーにより厳しい要求をする教会に参加する意欲がより高かった。この観察にもかかわらず、宗教的文脈で行われるコストのかかる寄付や行為自体は、これらのクラブへの加入が実際に課せられるエントリーコストの価値があることを確立するものではない。
この仮説に対する実験的支持にもかかわらず、それは論争のままである。一般的な批判は、単に宗教的なサービスに出席するなど、敬虔さは偽装が容易だということである。しかし、仮説は人々がその儀式がコストがかかる場合に宗教的集団に参加し貢献する可能性が高いと予測している。別の批判は特に「なぜ宗教か？」と問う。アイロンズが認めるように、国籍など他の献身のシグナルよりも宗教を進化させる進化的利点はない。しかし、宗教的儀式の強化や、宗教で見られる内在的な報酬と罰のシステムは、集団内協力を増加させるための理想的な候補となる。最後に、宗教的協力の結果として適応度の増加に関する証拠が不十分である。しかし、ソシスは寿命の延長、健康の改善、危機時の支援、より大きな心理的幸福など、宗教自体からの利益を主張している。ただし、宗教からの想定される利益とコストのかかるシグナリングメカニズムの両方が争われている。

### 言語
一部の学者は言語の出現を、何らかの社会的変容の結果として見ている。その変容は前例のないレベルの公的信頼を生み出すことで、これまで眠っていた言語的創造性への遺伝的潜在能力を解放した。「儀式/言語共進化理論」は儀式をコストのかかるシグナルとして見ており、言語コミュニケーションの正直さと信頼性を確保すると考える。この知的陣営の学者たちは、チンパンジーやボノボでさえも野生ではめったに、もしくは全く使用しない潜在的な象徴的能力を持っていると主張する。突然変異のアイデアに反対して、これらの著者は偶然の変異が進化する二足歩行の霊長類に言語器官を設置したとしても、それは適応的に無用であると述べている。「安価なシグナル」（言葉）に依存することが進化的安定戦略となる前に、非常に特定の社会構造、つまり異常に高いレベルの公的説明責任と信頼を維持できる社会構造が進化している必要がある。

### 関連文献
- Zahavi, Amotz (1977). “The cost of honesty (Further remarks on the handicap principle)”. Journal of Theoretical Biology（英語版） 67 (3):  603–605. Bibcode: 1977JThBi..67..603Z. doi:10.1016/0022-5193(77)90061-3. PMID 904334.
- Zahavi, Amotz (1977). “The Testing of the Bond”. Animal Behaviour 25:  246–247. doi:10.1016/0003-3472(77)90089-6.